# 호소야마다 다케시
호소야마다 다케시(일본어: 細山田 武史, 1986년 4월 29일 ~ )는 일본의 프로 야구 선수이며, 현재 퍼시픽 리그인 후쿠오카 소프트뱅크 호크스의 소속 선수(포수)이다.

## 인물

### 프로 입단 전
초등학교 5학년 때 경찰관인 아버지가 타 지역으로 전근가면서 자신도 팀을 옮겼을 당시 우연히 쉬고 있던 주력 선수 대신에 포수를 맡기 시작했다. 가고시마조세이 고등학교를 졸업하고 와세다 대학 스포츠과학부에 진학, 2학년 가을에는 주전 선수 자리를 확보하면서 2007년 춘계 리그전 수위타자, 4시즌 연속 베스트 나인으로 선정되는 등 팀의 중심 선수로서 활약을 했다. 3학년 때는 당시 와세다 대학에 입학한 사이토 유키와 함께 배터리를 짜면서 일부 언론에서는 “사이토 유키의 사랑하는 아내” 라는 표현이 붙여질 정도로 보도되는 경우가 많았지만 사이토도 호소야마다로부터 두터운 신뢰를 받고 있었다. 리그 통산 70경기에 출전하여 214타수 60안타, 타율 2할 8푼, 1홈런, 32타점을 기록했다.
4학년 때인 2008년에는 제4회 세계 대학 야구 선수권 대회 일본 대표팀 선수로 발탁된다. 이 대회에서도 사이토와 배터리를 짜는 기회가 많았던 한편, 타격면에서도 예선 리그 2경기째인 캐나다와의 경기에서 연장전에 끝내기 희생 플라이를 발하는 활약을 보이기도 했다. 그 해 가을에 열린 프로 야구 드래프트 회의에서는 요코하마 베이스타스로부터 4순위 지명을 받아 세계 대학 야구 선수권 대회에서 팀 동료가 된 야마자키 노리하루, 마쓰모토 게이지로와 함께 입단했다. 계약금은 5,500만 엔과 연봉 1,000만 엔(추정)으로 계약을 맺었다.

### 요코하마·DeNA 시절

#### 2009년
프로 입단한 첫 해에 입단 동기인 마쓰모토 게이지로, 야마자키 노리하루와 함께 시즌 개막을 1군에서 보냈다. 4월 8일 요미우리 자이언츠전에서 프로 첫 안타가 되는 중월 2루타를 기록했지만 구도 기미야스와 배터리를 짜면서 5회에 8실점, 4개의 피홈런으로 끝났다. 그 후 당분간은 FA로 이적해 온 노구치 도시히로가 포수 마스크를 쓰고 있었지만 노구치는 포일이나 도루를 허용하는 경우가 많아 고령으로 인한 기대 이하의 플레이가 자주 노출되면서 4월 후반부터는 다시 호소야마다로 기용되었다.
5월 8일과 9일 양일의 한신 타이거스전에서는 팀의 연속 완봉에 기여하는 등 주로 리드면에서는 미우라 다이스케나 라이언 글린 등과 같은 투수진이나 구단 수뇌부로부터 신뢰를 얻었다. 경쟁 상대였던 노구치는 2군으로 내려가면서 호소야마다가 사실상 주전 포수가 되었다. 그러나 5월 18일부터는 팀 성적 부진으로 감독직에서 물러난 오야 아키히코를 대신해 쇼난 시렉스 감독인 다시로 도미오가 지휘를 맡게 되면서 포수는 니누마 신지, 다케야마 신고로 기용되는 경우가 많아지게 되자 호소야마다를 포함한 3자 병용이 되었다. 2009년 9월 9일에 부상으로 복귀한 니누마와 교체되면서 결국 2군으로 내려갔고 이후에는 부상도 있어 1군 재승격은 안되었지만 호소야마다가 입단 첫 해에 요코하마 포수진으로서는 드물게 경기 출전이 가장 많았던 포수였다.

#### 2010년
다케야마나 지바 롯데 마린스로부터 FA로 이적한 하시모토 다스쿠와 함께 팀내 주전 포수를 놓고 동료 선수들과의 경쟁에 도전했지만 출전 경기 수는 작년보다 크게 감소되었다.

#### 2011년
2군에서의 주장으로 임명되었지만 시즌 개막을 1군에서 맞이했다. 전반기는 다케야마나 니누마, 후반기에서는 구로바네 도시키와 병용되면서 시즌 종료 때까지는 2군에 내려가는 일은 없었고 요코하마 포수로서는 최다인 84경기에 출전했다. 타격면에서는 타율이 처음으로 2할대를 기록, 프로 데뷔 후 첫 홈런과 후지카와 규지로부터의 끝내기 안타를 때려내는 등의 활약을 보였다. 그 해의 승리 타점 4는 팀내에서는 3위의 숫자였다.

#### 2012년
쓰루오카 가즈나리가 FA로 친정팀에 복귀한 것 외에도 구로바네 도시키, 신인인 다카조 슈토의 활약도 있어 춘계 스프링 캠프로부터 시즌 종료 때까지 한 번도 1군에 출전하지 못했고 2군에서는 20경기에 출전에만 그쳤다. 시즌 종료 후 계약 갱신에서는 연봉 1,700만 엔에서 감액 제한을 넘는 65%가 삭감된 연봉 600만 엔을 제시받아 서명했다.

#### 2013년
스프링캠프 직전 혈행장애로 인해 송구를 할 수 없는 상황에 이르러 팔꿈치 수술을 받고 완치하였으나 2년 연속으로 1군 출장을 하지 못했고 2군에 머물다가 2013년 10월 3일 구단으로부터 전력외통보를 받고 방출되어 11월 10일 12구단 합동 트라이아웃에 참가했고, 고향팀인 후쿠오카 소프트뱅크 호크스에 지명되었다. 12월 12일 소프트뱅크와 육성선수로 계약하였다.

## 플레이 스타일

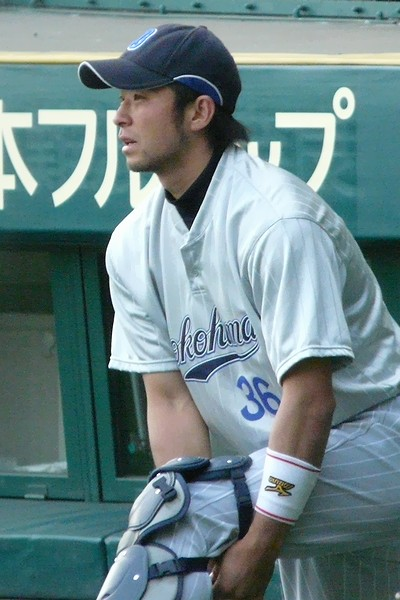
호소야마다 다케시(2009년, 한신 고시엔 구장)

120m를 멀리 던질 정도의 강한 어깨를 가졌고, 타격에서의 스윙은 나름대로의 속도를 자랑하고 있지만 초구로부터 적극적으로 치지 않고 몰리면서 최종적으로는 범타로 때려내는 타석이 많기 때문에 현재 상태에서는 경기 종반의 기회가 있을 시에 대타로 나오는 경우가 많다. 그러나 수비면과 리드면에서의 평가는 높았고 후쿠자와 요이치는 “포수의 이론을 그 중(베이스타스)에서 가장 이해하고 있는 선수는 호소야마다”라고 말할 정도이다.

## 상세 정보

### 출신 학교
- 가고시마조세이 고등학교
- 와세다 대학

### 선수 경력
- 요코하마 베이스타스·요코하마 DeNA 베이스타스(2009년 ~ 2013년)
- 후쿠오카 소프트뱅크 호크스(2014년 ~ 현재)

### 개인 기록
- 첫 출장 : 2009년 4월 4일, 대 주니치 드래건스 2차전(나고야 돔), 5회말에 포수로서 경기 도중 출장
- 첫 안타 : 2009년 4월 8일, 대 요미우리 자이언츠 2차전(요코하마 스타디움), 5회말에 후쿠다 사토시로부터 중월 2루타
- 첫 선발 출장 : 2009년 4월 9일, 대 요미우리 자이언츠 3차전(요코하마 스타디움), 8번·포수로서 선발 출장
- 첫 타점 : 2009년 4월 26일, 대 도쿄 야쿠르트 스왈로스 5차전(메이지 진구 야구장), 1회초에 요시노리로부터 밀어내기 볼넷
- 첫 도루 : 2010년 4월 17일, 대 한신 타이거스 5차전(요코하마 스타디움), 6회말에 2루 안착(투수 : 우에조노 게이지, 포수 : 조지마 겐지)
- 첫 홈런 : 2011년 9월 28일, 대 요미우리 자이언츠 19차전(요코하마 스타디움), 7회말에 후쿠다 사토시로부터 좌월 솔로 홈런

### 등번호
- 36(2009년 ~ )

### 연도별 타격 성적
| 연 도      | 소 속      | 경 기 | 타 석 | 타 수 | 득 점 | 안 타 | 2 루 타 | 3 루 타 | 홈 런 | 루 타 | 타 점 | 도 루 | 도 루 자 | 희 생 번 | 희 생 플 | 볼 넷 | 고 4 | 사 구 | 삼 진 | 병 살 타 | 타 율 | 출 루 율 | 장 타 율 | O P S |
| ---------- | ---------- | ----- | ----- | ----- | ----- | ----- | ------- | ------- | ----- | ----- | ----- | ----- | -------- | -------- | -------- | ----- | ---- | ----- | ----- | -------- | ----- | -------- | -------- | ----- |
| 2009년     | 요코하마   | 88    | 203   | 177   | 9     | 28    | 7       | 0       | 0     | 35    | 11    | 0     | 1        | 11       | 0        | 13    | 2    | 2     | 51    | 4        | .158  | .224     | .198     | .422  |
| 2010년     | 요코하마   | 19    | 33    | 32    | 1     | 3     | 1       | 0       | 0     | 4     | 1     | 1     | 0        | 0        | 0        | 1     | 1    | 0     | 6     | 0        | .094  | .121     | .125     | .246  |
| 2011년     | 요코하마   | 84    | 157   | 130   | 5     | 27    | 3       | 0       | 1     | 33    | 11    | 0     | 0        | 13       | 1        | 8     | 1    | 5     | 54    | 1        | .208  | .278     | .254     | .532  |
| 통산 : 3년 | 통산 : 3년 | 191   | 393   | 339   | 15    | 58    | 11      | 0       | 1     | 72    | 23    | 1     | 1        | 24       | 1        | 22    | 4    | 7     | 111   | 5        | .171  | .236     | .212     | .448  |

- 2012년 기준.